# Kreisel-Spritzwurm
Der Kreisel-Spritzwurm (Phascolion strombus) ist eine kleine bis mittelgroße Art der Spritzwürmer (Sipuncula) aus der Familie Phascolionidae, die in leeren Molluskenschalen in gemäßigten und tropischen Meeren weltweit lebt.

## Merkmale
Der in Form und Größe sehr variable, an die Behausung angepasste Körper von Phascolion strombus ist gräulich, im hinteren Abschnitt fast immer gelblich gefärbt und wird bis zu 5 cm lang. 
Auf der ganz vorn befindlichen Mundscheibe sitzen um den Mund herum Tentakeln, die bei kleinen, jungen Tieren unter 2,5 cm Größe einen einzigen Ring mit 8 bis 16 Tentakeln bilden, doch wachsen mit zunehmendem Alter und Größe mehr Tentakeln in radialer Richtung, so dass ausgewachsene Tiere etwa 40 bis 50 Tentakeln in mehreren Ringen haben. Das Introvert, der vorn sitzende einstülpbare Rüssel, ist mit unregelmäßig verteilten einfachen dornartigen Haken besetzt. Auf der gesamten Körperoberfläche sitzen Papillen verschiedener Größe, am dichtesten an der Basis des Introverts und dem Vorderabschnitt des Rumpfes, wo sie am größten und von breit konischer Gestalt sind. An der Mitte des Rumpfes sitzen chitinöse, braun gefärbte Haftpapillen von unterschiedlicher, oft pferdehufartiger Form. Das Tier hat nur ein einziges, das rechte Nephridium, dessen Ausgang sich hinter dem hervorstehenden After am Vorderteil des Rumpfes befindet. Die Längsmuskeln des Hautmuskelschlauches verlaufen kontinuierlich und sind nicht in Bündeln zusammengefasst.
Innen setzen zwei Rückziehmuskeln ungleicher Größe am Hinterende des Rumpfes an. Der Rückenmuskel hat eine breite, ungeteilte Basis, während der Bauchmuskel zwei Wurzeln aufweist, die jederseits des Bauchnervs ansetzen. Der Darm weist eine Reihe längs verlaufender Schleifen auf und wird durch zahlreiche Muskeln gehalten; sein mittlerer Abschnitt ist meist geringfügig in einer doppelten Spirale gewunden und weist keinen Spindelmuskel auf. Das kontraktile Blutgefäß ist oft genau so groß wie der Oesophagus, an dem es verläuft. Ein rektaler Blinddarm ist vorhanden. Das Nephridium ist über einen Großteil seiner Länge befestigt.

## Verbreitung, Lebensraum und Lebensweise
Der Kreisel-Spritzwurm ist weit verbreitet und ist neben Fundorten unter anderem im südlichen Chile und im Roten Meer auch im gesamten Atlantischen Ozean von seichtem Wasser unter der Gezeitenzone bis in über 3000 m Meerestiefe auf sandigen und schlammigen Untergründen zu finden. Phascolion strombus lebt in leeren Molluskenschalen, insbesondere von Elefantenzähnen (Kahnfüßern) oder auch Meeresschnecken wie Aporrhais und Turritella, bisweilen aber auch frei im Sediment. Die Öffnung der Schale wird mit Sediment verschlossen, doch verbleibt in der Mitte ein kleines Loch, durch das der Wurm seine Proboscis nach außen streckt.

## Ernährung
Phascolion strombus ernährt sich von Detritus und Kleinstlebewesen, die er mit seinen Tentakeln an der Spitze der Proboscis vom sandigen Substrat abweidet.

## Lebenszyklus
Phascolion strombus ist getrenntgeschlechtlich mit gleich großen Männchen und Weibchen. Die Gameten werden ins Meerwasser abgegeben, wo die Befruchtung stattfindet. Es entwickeln sich frei schwimmende, als Zooplankton lebende Larven, die nach einer einwöchigen pelagischen Phase absinken und zu kriechenden Würmern metamorphosieren.

## Kommensalen und Parasiten
In den von Phascolion strombus bewohnten Molluskenschalen lebt als Kommensale oft auch die Muschel Montacuta phascolionis. Der Spritzwurm wird von der kleinen parasitischen Schnecke Ondina diaphana befallen, die mit ihrem Rüssel seine Körpersäfte saugt.